# アフターグロウ (ドクター・ジョンのアルバム)
『アフターグロウ』（Afterglow）は、アメリカ合衆国のミュージシャン、ドクター・ジョンが1995年に発表したスタジオ・アルバム。

## 背景
以前にも『シティ・ライツ』（1978年）、『タンゴ・パレス』（1979年）、『イン・ア・センチメンタル・ムード』（1989年）を手掛けたトミー・リピューマがプロデューサーに起用され、スタンダード・ナンバーのカヴァーが中心の内容となった。「ゼア・マスト・ビー・ア・ベター・ワールド・サムホエア」は、ドクター・ジョンとドク・ポーマスがB.B.キングに提供した楽曲のセルフ・カヴァーで、キングのヴァージョンは1981年に『ビルボード』のR&Bシングル・チャートで91位を記録した。

## 評価
『ビルボード』のジャズ・アルバム・チャートでは7位を記録した。Willian Ruhlmannはオールミュージックにおいて5点満点中3点を付け「こうした曲（スタンダード）の中でも、ドクター・ジョンのトレードマークであるニューオーリンズ風ピアノ・ソロがたっぷり演奏されており、更にレコードの後半では、彼自身の曲も、ムードを乱すことなく他の名曲群の中に入り込んでいる」と評している。

## 収録曲
1. アイ・ノウ・ホワット・アイヴ・ガット - "I Know What I've Got" (Sid Robin, Louis Jordan) - 5:03
2. ジー・ベイビー・エイント・アイ・グッド・トゥ・ユー - "Gee Baby Ain't I Good to You" (Don Redman, Andy Razaf) - 4:18
3. アイム・ジャスト・ア・ラッキー・ソー・アンド・ソー - "I'm Just a Lucky So-And-So" (Duke Ellington, Mark David) - 3:34
4. ブルー・スカイ - "Blue Skies" (Irving Berlin) - 4:42
5. ソー・ロング - "So Long" (Remus Harris, Russ Morgan, Irving Melsher) - 5:05
6. ニューヨーク・シティ・ブルース - "New York City Blues" (Mac Rebennack, Doc Pomus) - 4:00
7. テル・ミー・ユール・ウェイト・フォー・ミー - "Tell Me You'll Wait for Me" (Charles Brown, Oscar Moore) - 4:39
8. ゼア・マスト・ビー・ア・ベター・ワールド・サムホエア - "There Must Be a Better World Somewhere" (M. Rebennack, D. Pomus) - 5:21
9. アイ・スティル・シンク・アバウト・ユー - "I Still Think About You" (M. Rebennack) - 4:19
10. アイム・コンフェッシン (ザット・アイ・ラヴ・ユー) - "I'm Confessin' (That I Love You)" (Al J. Neiburg, Doc Daugherty, Ellis Reynolds) - 4:27

## 参加ミュージシャン
- ドクター・ジョン - ボーカル、ピアノ
- フィル・アップチャーチ - ギター
- レイ・ブラウン - ウッド・ベース
- ジョン・クレイトン - ウッド・ベース(on #5, #9, #10)、ビッグバンド指揮
- ジェフ・ハミルトン - ドラムス
- ラリー・バンカー - パーカッション、ヴィブラフォン
- レニー・カストロ - パーカッション(on #4)
- アラン・ブロードベント - ビッグバンド指揮(on #9, #10)

上記ミュージシャンに加えて、ビッグバンド及びストリングスが参加。